# Хоэнмёльзен
Хоэнмёльзен (нем. Hohenmölsenо файле) — город в Германии, в земле Саксония-Анхальт. 
Входит в состав района Вайсенфельс.  Население составляет 10 567 человек (на 31 декабря 2010 года). Занимает площадь 63,52 км². Официальный код  —  15 2 68 011.
Город подразделяется на 6 городских районов.